# Édouard Mendy
Édouard Osoque Mendy (Montivilliers, 1992. március 1. –) francia származású szenegáli válogatott labdarúgó, az el-Áhlí kapusa.

## Pályafutása

### Klubcsapatokban
Tizenhárom éves volt, amikor csatlakozott a Le Havre utánpótlás-akadémiájához. Profi játékospályafutását az akkor harmadosztályú Cherbourg csapatában kezdte. 2014-ig volt a klub játékosa, ekkor az Olympique Marseille szerződtette, de ott csak a tartalékcsapatban lépett pályára, ott is Florian Escales cseréjeként kapott lehetőséget csak, összesen nyolc alkalommal.

### Reims
A 2016–2017-es szezont megelőzően csatlakozott a másodosztályban szereplő Stade de Reims együtteséhez. Miután az első számú kapusnak számító Johann Carrasso a szezon elején az egyik bajnokin piros lapot kapott, Mendy vette át a helyét a kezdőcsapatban és az ezt követő hét mérkőzést háromszor is kapott gól nélkül védte végig. A következő idényben már ő számított a Reims első számú kapusának, 34 bajnokin szerepelve segítette bajnoki címhez és élvonalba jutáshoz a csapatot. A 2018–2019-es francia első osztályú bajnokságban mind a 38 fordulóban az ő nevével kezdődött a csapat összeállítása.

### Rennes
2019. augusztus 6-án a Rennes játékosa lett. A koronavírus-járvány miatt félbeszakított bajnokságban 25 alkalommal kapott játéklehetőséget a breton csapatban.

### Chelsea
2020. szeptember 24-én a Kepa Arrizabalaga helyettesét kereső, az angol Premier League-ben szereplő Chelsea igazolta le 22 millió fontért cserébe. Mendy öt évre szóló szerződést írt alá. Frank Lampard, a klub menedzsere egy nyilatkozatában elárulta, hogy a csapat korábbi kapusa, a pályafutása elején szintén a Rennes-ben védő Petr Čech fontos szerepet játszott a szenegáli kapus átigazolásában. Tétmérkőzésen szeptember 29-én, a Tottenham elleni Ligakupa-találkozón mutatkozott be a londoni csapatban, ahol 1–1-es döntetlent követően a városi rivális nyerte meg a büntetőpárbajt, 5–4 arányban. A bajnokságban október 3-án, a Crystal Palace elleni 4–0-s győzelem alkalmával védett először.

### El-Áhlí
2023. június 28-án jelentette be a Chelsea, hogy az el-Áhlí csapatába igazolt.

### A válogatottban
Bár Mendy Franciaországban, Montivilliers városában született, édesapja révén bissau-guineai, édesanyja révén pedig szenegáli származású. Ugyan előbbi ország válogatottjának keretébe 2016 novemberében, és a 2017-es afrikai nemzetek kupáját megelőzően is kapott meghívót, ő úgy döntött Szenegált szeretné képviselni válogatott szinten. Utóbbi válogatottban 2018. november 18-án mutatkozott be egy Egyenlítői-Guinea elleni 1–0-s győzelem során.

## Sikerei, díjai

### Klub
Reims
- Ligue 2: 2017–18

Chelsea
- UEFA-bajnokok ligája: 2020–21
- UEFA-szuperkupa: 2021
- FIFA-klubvilágbajnokság: 2021

### Válogatott
Szenegál
- Afrikai nemzetek kupája: 2021